# 石井裕也
石井裕也（1983年6月21日—），日本知名導演，生於埼玉縣。2010年，以個人執導的首部商業電影《從河底問好》獲得日本影壇注目。2013年，以《宅男的戀愛字典》獲得該年度日本各大電影獎項。

## 經歷
石井裕也出生於琦玉縣，18歲時即想要以拍電影做為終生志業。畢業自大阪藝術大學藝術學部的電影學科，其後取得日本大學藝術學院研究所的映像藝術學位。
2005年，以大學畢業執導作品《剥き出しにっぽん》，獲得第24回卒業祭獎。2007年，以同作品獲第29回自主製作電影展獎項。2008年，連續以不同作品入圍鹿特丹影展、京都國際學生影展、富川影展等影展並以特集形式介紹而備受矚目，此為日本新秀導演之中的異例。
其後，石井亦同時以四部長片在第32屆香港電影節受邀以特集形式上映，並獲得第1屆亞洲電影大獎楊德昌紀念單元新秀導演獎。
2009年，以執導電影《從河底問好》獲得第53回藍絲帶電影獎最佳導演獎，此為史上最年輕（28歲）之得獎者。
2013年，以《宅男的戀愛字典》代表日本報名第86屆奧斯卡金像獎，並以此部電影獲得第37回日本電影金像獎最佳影片、最佳導演，及電影旬報十佳獎最佳日本電影導演、報知電影獎、每日電影獎、日刊體育電影大獎等重要獎項，其執導的電影類型多以家庭題材與平實風格為主。
2015年10月，自編自導TBS電視台新設時段的深夜連續劇《糖果之家》，由小田切讓主演。

## 個人生活
因合作電影《從河底問好》，石井與此片主演的滿島光交往，兩人於2010年10月25日結婚。2016年5月，事務所證實，雙方已於同年年初離婚。2018年6月與演員相樂樹奉子成婚。

## 執導作品

### 電影

#### 短片
- ラヴ・ジャパン（第1回CO2影展、評審團大獎）
- 蝉が泣く（第9回調布影展、横濱國際藝術祭入選）
- 八年目の女二人（東京NET影展優秀作品獎）
- 東京の空の雲はナタデココ（第10回調布影展評審團大獎）
- 娘の彼氏がコレなんで（2011年）
- メモリーズ・オブ・「バンクーバーの朝日」

#### 長片
- 剥き出しにっぽん（2005年）
- 反逆次郎の恋（2006年）（京都國際學生影展第8回TAMAシネマフォーラム入選、夕張國際奇幻影展入選）
- 火花女郎（日语：ガール・スパークス）（2007年）（第3回シネアスト・オーガニゼーション大阪エキシビジョン Panasonic技術賞・DoCoMo女優賞受賞）
- ばけもの模様（2007年）
- 君と歩こう（2009年）（入圍第22回東京國際影展「日本視點」單元、第50回日本電影導演協會新人獎最終候補）
- 從河底問好（2009年）（第19回PIA電影節）
- 田間小路的花花公子（日语：あぜ道のダンディ）（2011年）
- 準媽媽趴趴走（日语：ハラがコレなんで）（2011年）
- 宅男的戀愛字典（2013年4月13日）
- 我們家[10]（2014年5月24日）
- 球場上的朝陽（2014年12月）
- 東京夜空最深藍（日语：夜空はいつでも最高密度の青色だ）（2017年5月13日）
- 町田君的世界（2019年6月7日）
- 茜色如燒（2021年5月21日）
- 亞細亞的天使（日语：アジアの天使）（2021年7月2日）
- 月（2023年10月13日）
- 愛にイナズマ（2023年10月27日）
- 本心（2024年11月8日）

### 電視劇
- エンドロール〜伝説の父〜（2012年3月18日，WOWOW）
- 妄想捜査〜桑潟幸一准教授のスタイリッシュな生活（2012年3月4日、18日，第7、8集）
- 糖果之家（2015年10月－12月，TBS電視台）※執導、編劇
- 亂反射（日语：乱反射 (小説)#テレビドラマ）（2018年9月22日，朝日電視台）※執導、編劇

## 節目
- 2014年12月14日《我們的時代》三人對談（池松壯亮×妻夫木聰×石井裕也）

## 獎項
2010年度
- 第53回藍絲帶獎最佳導演（《從河底問好》）

2013年度
- 第87回電影旬報十佳獎最佳日本電影導演（《宅男的戀愛字典》）
- 第23回日本電影影評人大獎最佳作品（《宅男的戀愛字典》）
- 第37回日本電影金像獎最佳影片（《宅男的戀愛字典》）[11]
- 第37回日本電影金像獎最佳導演（《宅男的戀愛字典》）
- 第68回每日電影獎日本電影大獎（《宅男的戀愛字典》）
- 第68回每日電影獎最佳導演（《宅男的戀愛字典》）[12]
- 第38回報知電影獎最佳作品（《宅男的戀愛字典》）
- 第26回日刊體育電影大獎最佳作品（《宅男的戀愛字典》）
- 2013年藝術選獎新人獎（日语：芸術選奨新人賞）（《宅男的戀愛字典》）

2014年度
- 第31回山路文子電影獎福祉賞[13]
- 第27回日刊體育電影大獎最佳導演（《我們家》）─入圍
- 第57回藍絲帶獎最佳日本電影（《我們家》、《球場上的朝陽》）─入圍
- 第57回藍絲帶獎最佳導演（《我們家》、《球場上的朝陽》）─入圍

2015年度
- 第10回大阪電影節最佳劇本（《我們家》）
- 第2回CONFiDENCE日劇大獎最佳劇本（《糖果之家》）

2017年度
- 第39回橫濱電影節最佳劇本（《東京夜空最深藍（日语：夜空はいつでも最高密度の青色だ）》）
- 第30回日刊體育電影大獎最佳導演（《東京夜空最深藍（日语：夜空はいつでも最高密度の青色だ）》）

2018年度
- 第12回亞洲電影大獎最佳導演（《東京夜空最深藍（日语：夜空はいつでも最高密度の青色だ）》）

2021年度
- 第46回橫濱電影節年度十佳第六位（《茜色如燒》）
- 第76回每日電影獎最佳作品、最佳導演（《茜色如燒》）─入圍
- 第46回報知電影獎[14]最佳作品、最佳導演（《茜色如燒》）─入圍
- 第34回日刊體育電影大獎最佳導演（《茜色如燒》、《亞細亞的天使（日语：アジアの天使）》）─入圍
- 第64回藍絲帶電影獎最佳作品、最佳導演（《茜色如燒》、《亞細亞的天使》）─入圍
- 第95回電影旬報獎（《茜色如燒》）
  - 年度十佳第二位
  - 讀者投票第三位
- 第16回大阪電影節年度十佳第六位（《茜色如燒》）

2023年度
- 第48回報知電影獎最佳作品（《月》）
- 第36回日刊體育電影大獎最佳作品（《月》、《愛にイナズマ》）
- 第78回每日電影獎最佳導演（《月》）
- 第45回橫濱電影節最佳導演（《月》、《愛にイナズマ》）
- 第36回日刊體育電影大獎最佳導演（《月》）
- 第66回藍絲帶電影獎最佳導演（《月》、《愛にイナズマ》）

2024年度
- 第18回大阪電影節最佳導演（《月》）

## 外部連結
- 石井裕也在互联网电影资料库（IMDb）上的資料（英文）
- 有限会社ブレス・チャベス事業部（Breath.Inc Chavez）｜石井裕也
- 2014年台北金馬影展映後座談（页面存档备份，存于）（中文）